# Khu Merton của Luân Đôn
Khu Merton của Luân Đôn (tiếng Anh: London Borough of Merton) là một khu tự quản Luân Đôn nằm ở tây nam Luân Đôn, Anh.
Khu tự quản được thành lập theo Đạo luật Chính phủ Luân Đôn vào năm 1965 bằng cách kết hợp nhiều khu tự quản đô thị. Tên gọi hiện có bắt nguồn từ thị xã lâu đời Merton từng nằm tại trung tâm của khu vực mà ngày nay là Nam Wimbledon. Merton đã được lựa chọn như một thỏa hiệp có thể chấp nhận được, sau một vụ tranh chấp giữa Wimbledon và Mitcham về tên gọi mới.